# Villa los Almácigos
Villa los Almácigos en kommun i Dominikanska republiken.   Den ligger i provinsen Santiago Rodríguez. Antalet invånare i kommunen är cirka 11 000.